# Modulor

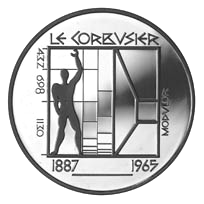
Gedenkmünze/Schweiz;
die Abbildung ähnelt dem für den Modulor gewählten Logo (Etikette)

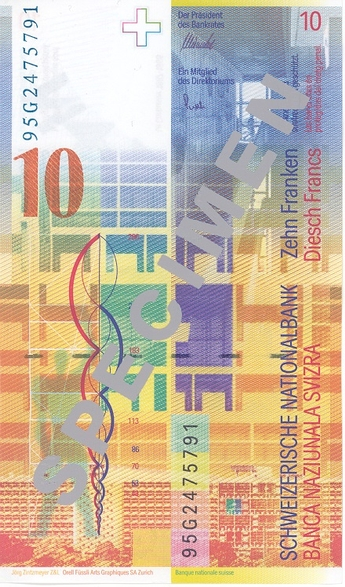
Links unten auf der Rückseite der Schweizer 10-Franken-Note 1997: Modulor-Mann und Modulor-Massstab

Der Modulor (frz. moduler für dt. modulieren, variieren, umformen) ist ein vom Architekten und Maler Le Corbusier in den Jahren 1942 bis 1955 entwickeltes anthropometrisches Maßsystem. Es stellt einen Versuch dar, in der Architektur ausschließlich am  menschlichen Körper vorkommende Längen-Maße („allgemein anwendbare harmonische Maße im menschlichen Maßstab“) zu verwenden. Er wollte damit der Architektur in der Tradition von Vitruv  wieder ein menschliches Maß und gleichzeitig eine objektive Ordnung geben.
Im Unterschied zu den allgemein gebräuchlichen Maßsystemen enthält es nicht eine bestimmte Maßeinheit, auf die alle Maße bezogen werden, sondern eine Vielzahl davon. Die Maße werden auch nicht in Teilen einer Maßeinheit, sondern als Summe von Maßeinheiten, die in einer Vielzahl unterschiedlicher Größen eingeführt worden sind, angegeben. Le Corbusier sah zwei Reihen von Maßeinheiten vor, deren je zwei benachbarte Glieder wie am menschlichen Körper vorkommende Längenmaße im Verhältnis des Goldenen Schnittes stehen.
Der 1948 veröffentlichte Modulor wird als eine  bedeutende Theorie in der Architekturgeschichte angesehen. Im 1955 erschienen Modulor 2 erläutert Corbusier die Anwendung dieses Maßsystems in seinem  architektonischen Schaffen und rezensiert die Reaktionen der Leser des ersten Modulor („Das Wort haben die Benützer“).

## System
Das System basiert auf den menschlichen Maßen und dem Goldenen Schnitt. Zuerst nahm Corbusier 175 cm, ab 1946 183 cm (etwa gleich sechs englische Fuß) als Größe eines Menschen an. Diese angenommene Standardgröße des Menschen ist Ausgangswert einer geometrischen Folge von Maßeinheiten, die jeweils zueinander in der Proportion des Goldenen Schnitts stehen. Dies ist die sogenannte rote Reihe:

… 183, 113 (Bauchnabelhöhe), 70, 43, 27 cm, …

Durch Verdopplung der Werte der roten Reihe entsteht die blaue Reihe, deren Werte zwischen denen der roten Reihe liegen:

… 226 (Mensch mit nach oben ausgestrecktem Arm), 140, 86, 54 cm, …
Alle diese Maßeinheiten sind mit früher gebräuchlichen Maßeinheiten, wie Spanne, Elle oder  Schritt,  vergleichbar. Le Corbusier verzichtete aber darauf, seinen Maßeinheiten besondere Namen zu geben. Er kennzeichnete sie mit ihrer Länge in Meter bzw. Zentimeter oder englischem Fuß.

## Anwendung durch Le Corbusier
Die erste große Anwendung des Modulors findet man bei der Unité d’Habitation von Marseille, auch Wohneinheit genannt, die vollständig nach Modulor-Maßen gebaut wurde. Weitere Wohneinheiten finden sich in Firminy, Briey-en-Forêt, Nantes sowie Berlin. In Berlin  durften aufgrund der Bauvorschriften des Sozialen Wohnungsbaus einige Modulor-Maße nicht angewendet werden, so z. B. nicht die Zimmerhöhe von 226 cm, sondern 250 cm. Le Corbusier zog sich deshalb aus diesem Projekt vollständig zurück.
Ein Beispiel des Modulors findet sich auch im Kloster La Tourette. Dort existieren 100 Zellen für die dort wohnenden Mönche – jede dieser Zellen hat eine Raumhöhe von 2,26 m und eine Breite von 1,83 m.

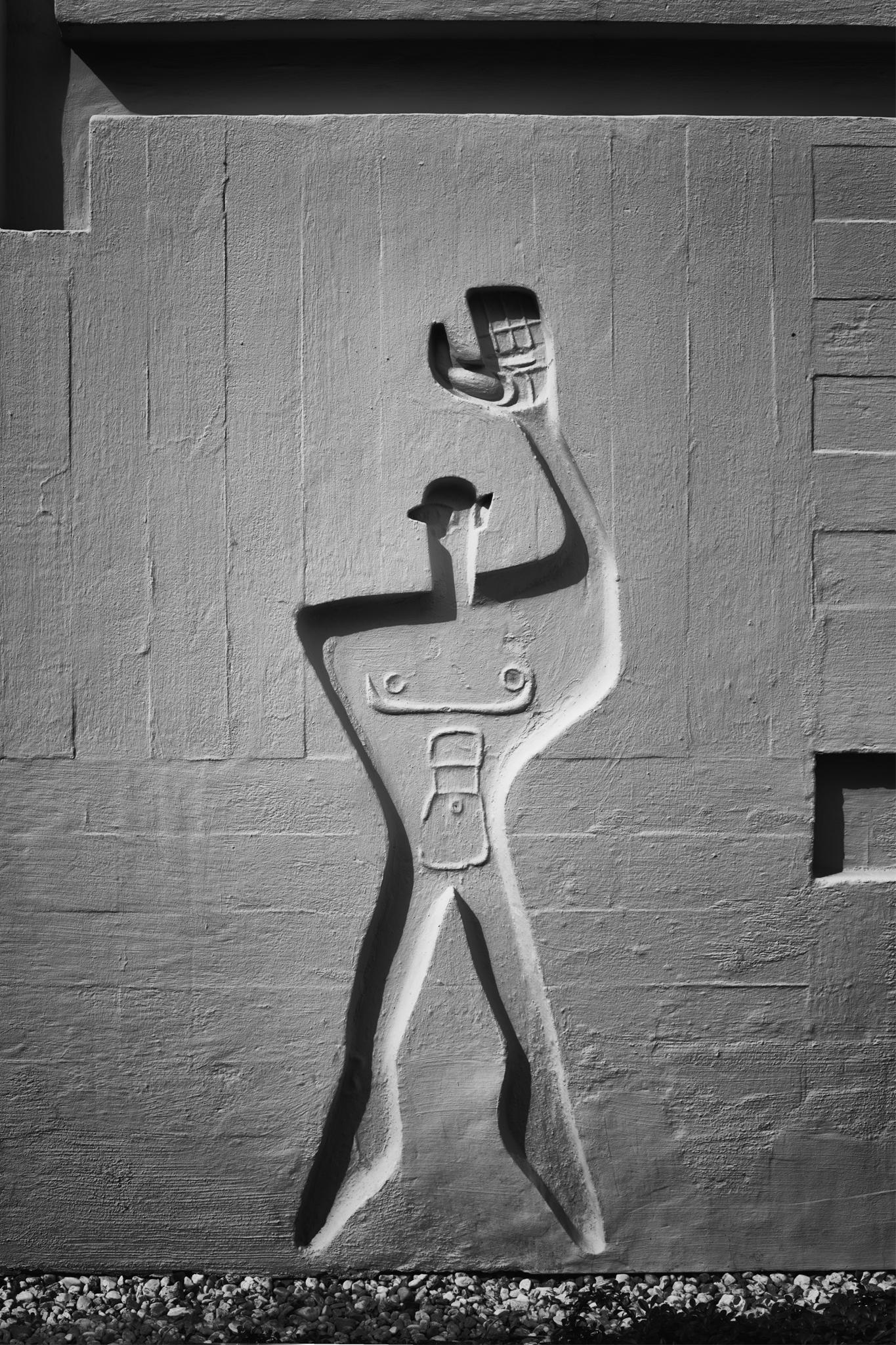
Inschrift Die Wohnmaschine, Berlin
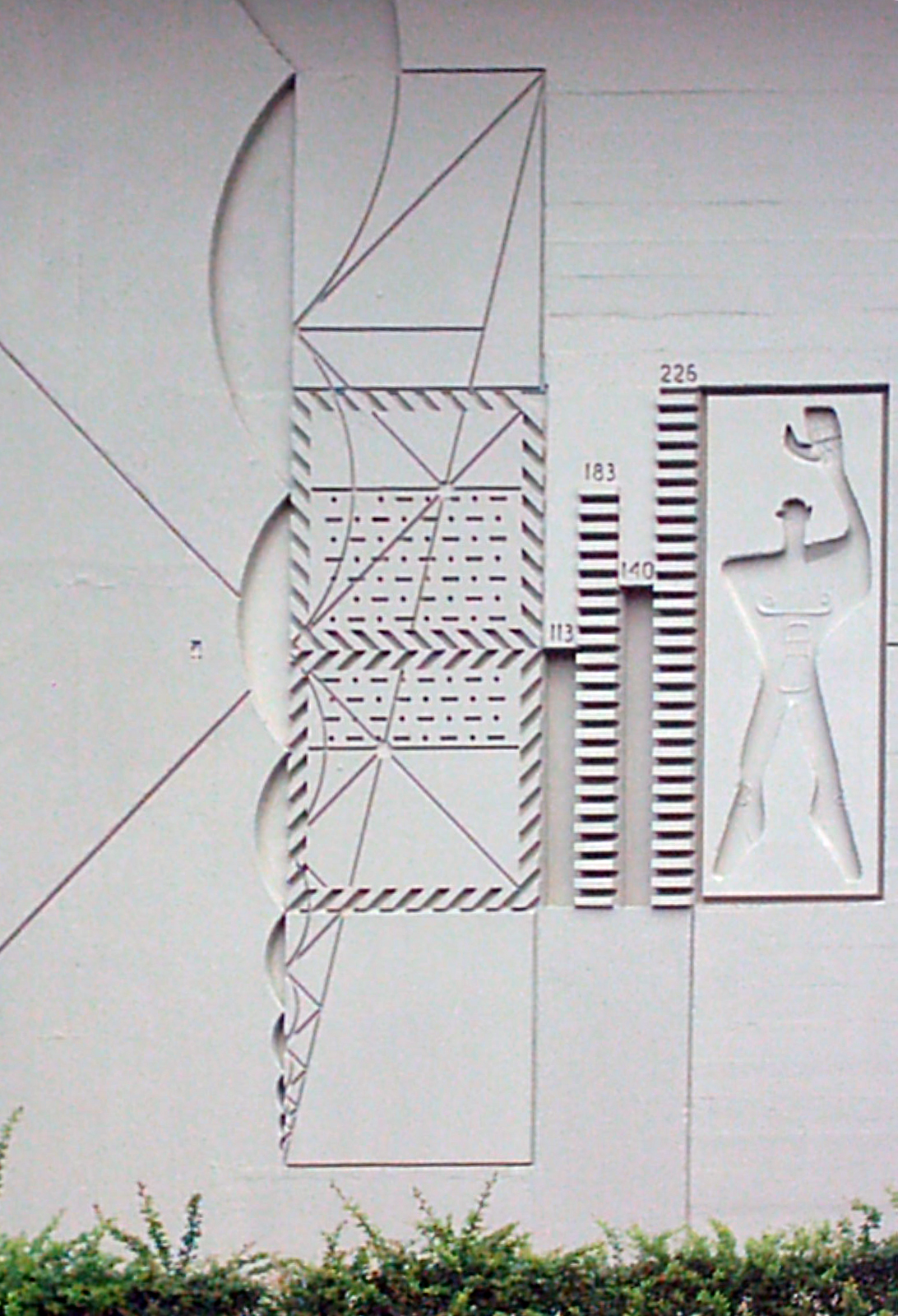
Modulor Berlin
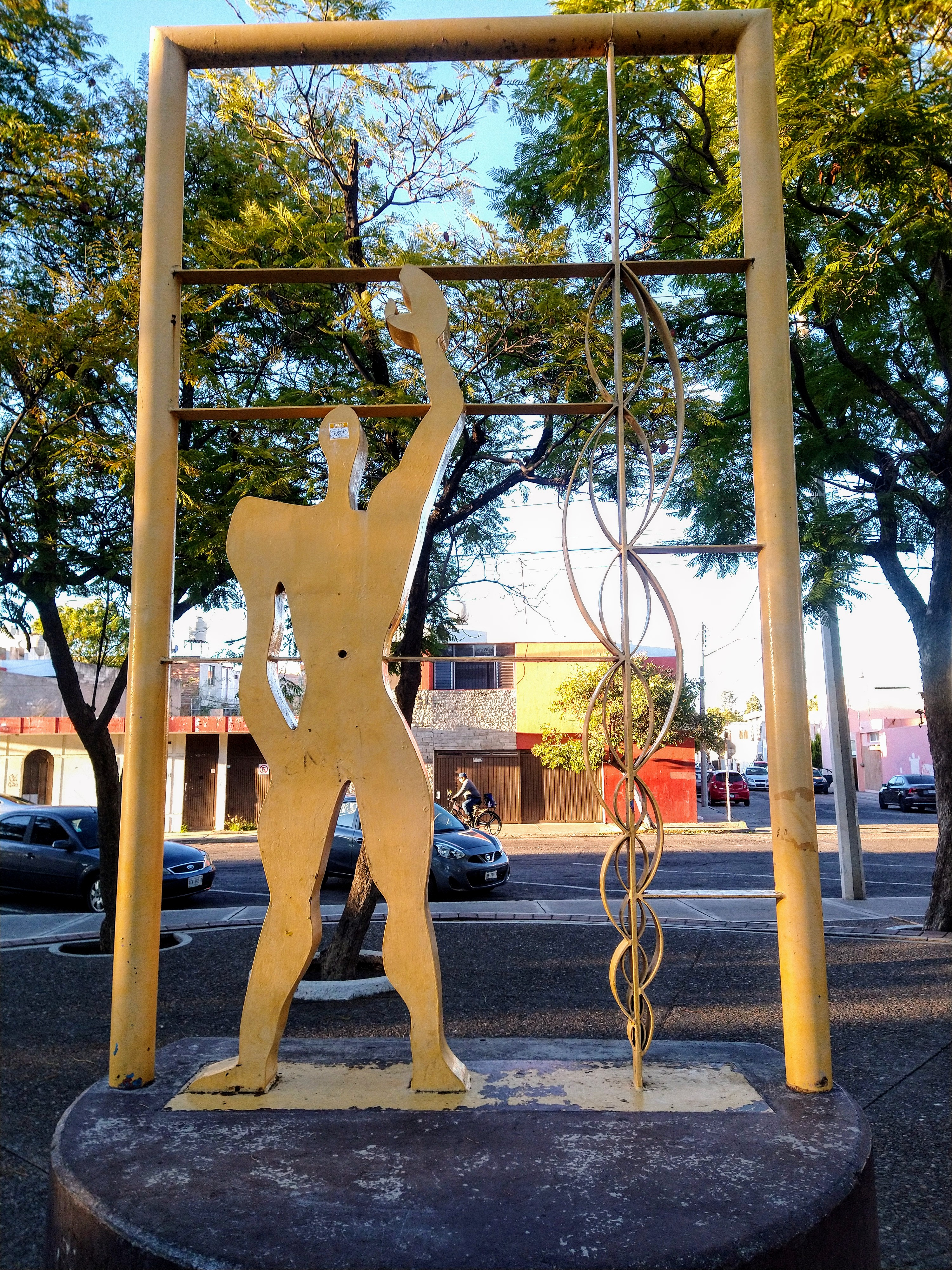
Modulor in Aguascalientes
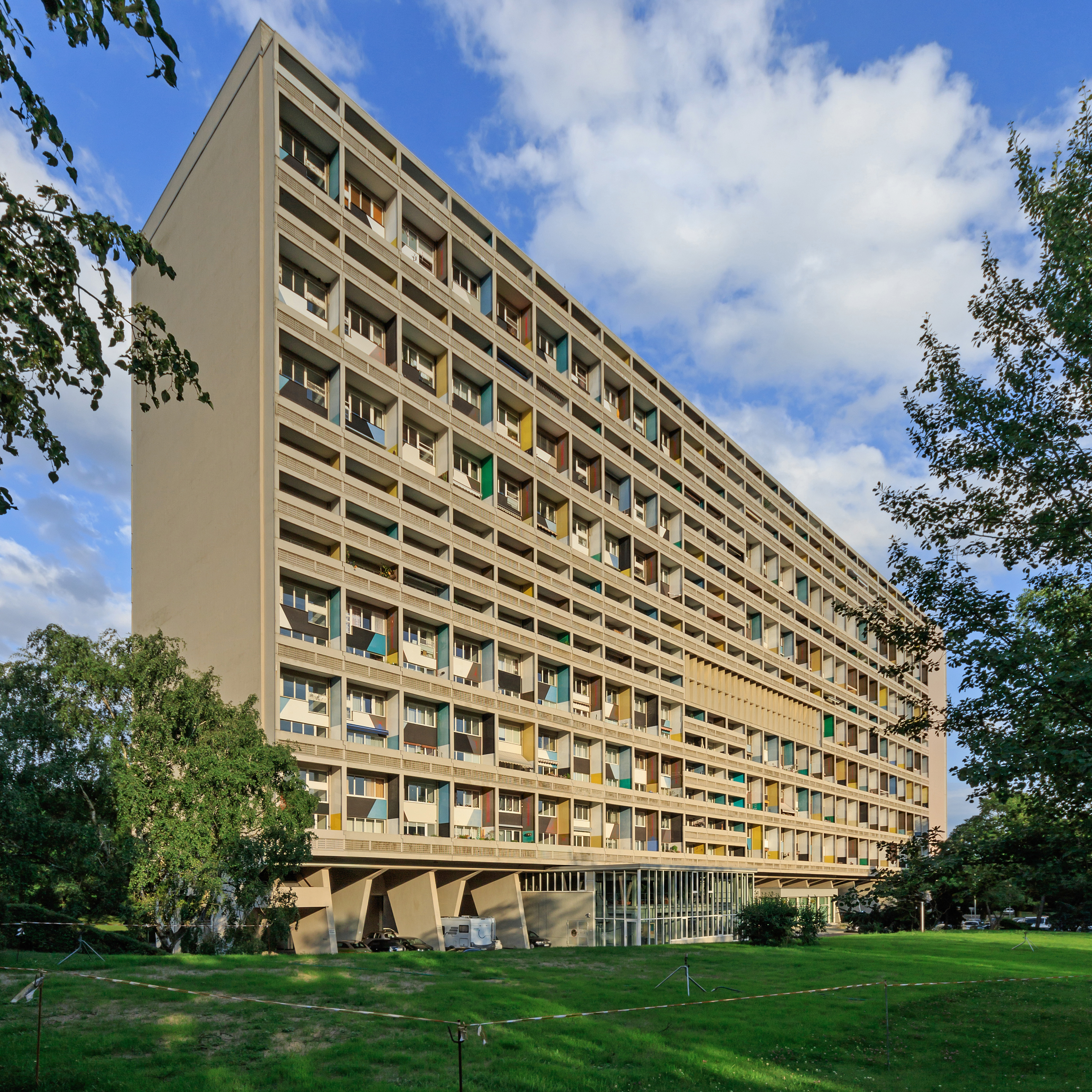
Corbusierhaus, Die Wohnmaschine, Berlin
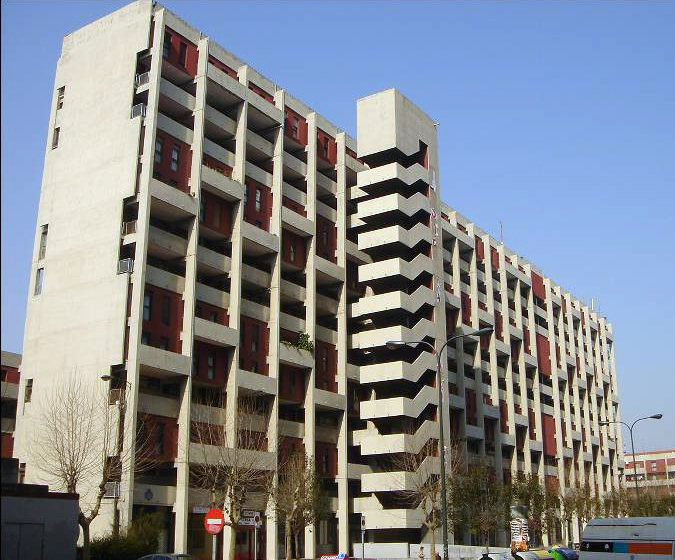
Unité d’Habitation, Bilbao

## Das Heidi-Weber-Museum – Centre le Corbusier
Der letzte Bau des Architekten, der von der Innenarchitektin und Galeristin Heidi Weber initiierte, finanzierte und realisierte Ausstellungspavillon Centre Le Corbusier, der erst nach dem Ableben des Künstlerarchitekten im Jahr 1967 von ihr fertiggestellt werden konnte, ist ebenso nach dem Modulor-System gebaut. Das Künstlerhaus mit dem eigenwilligen Dach «Parasol – Parapluie» (deutsch Sonnenschirm – Regenschirm), das sich bei der Blatterwiese am Zürichsee befindet, gilt als architektonisches Juwel. Es ist ein Kulturgut von nationaler Bedeutung in der Schweiz und mit der KGS-Nr. 10053 als solches registriert.

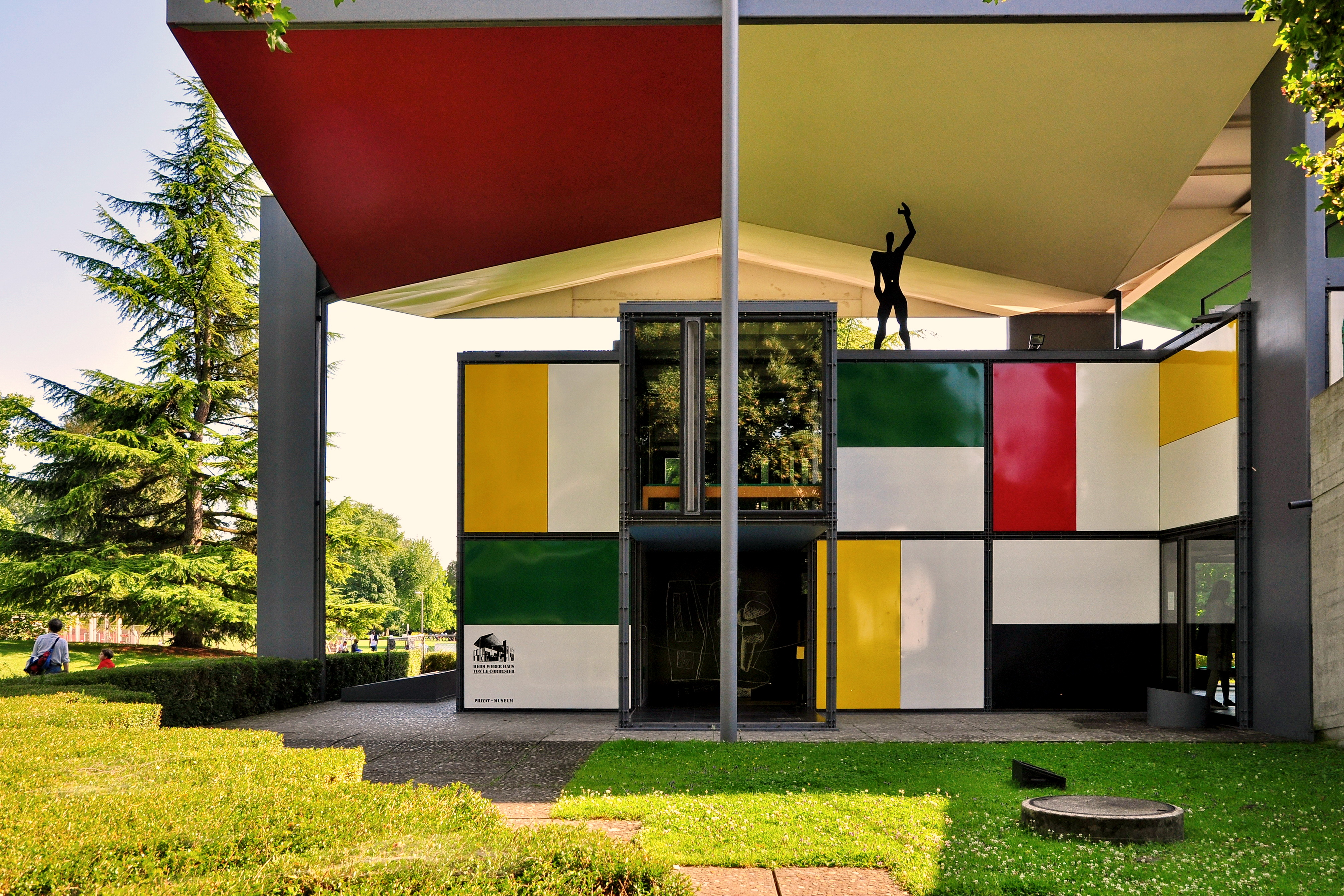
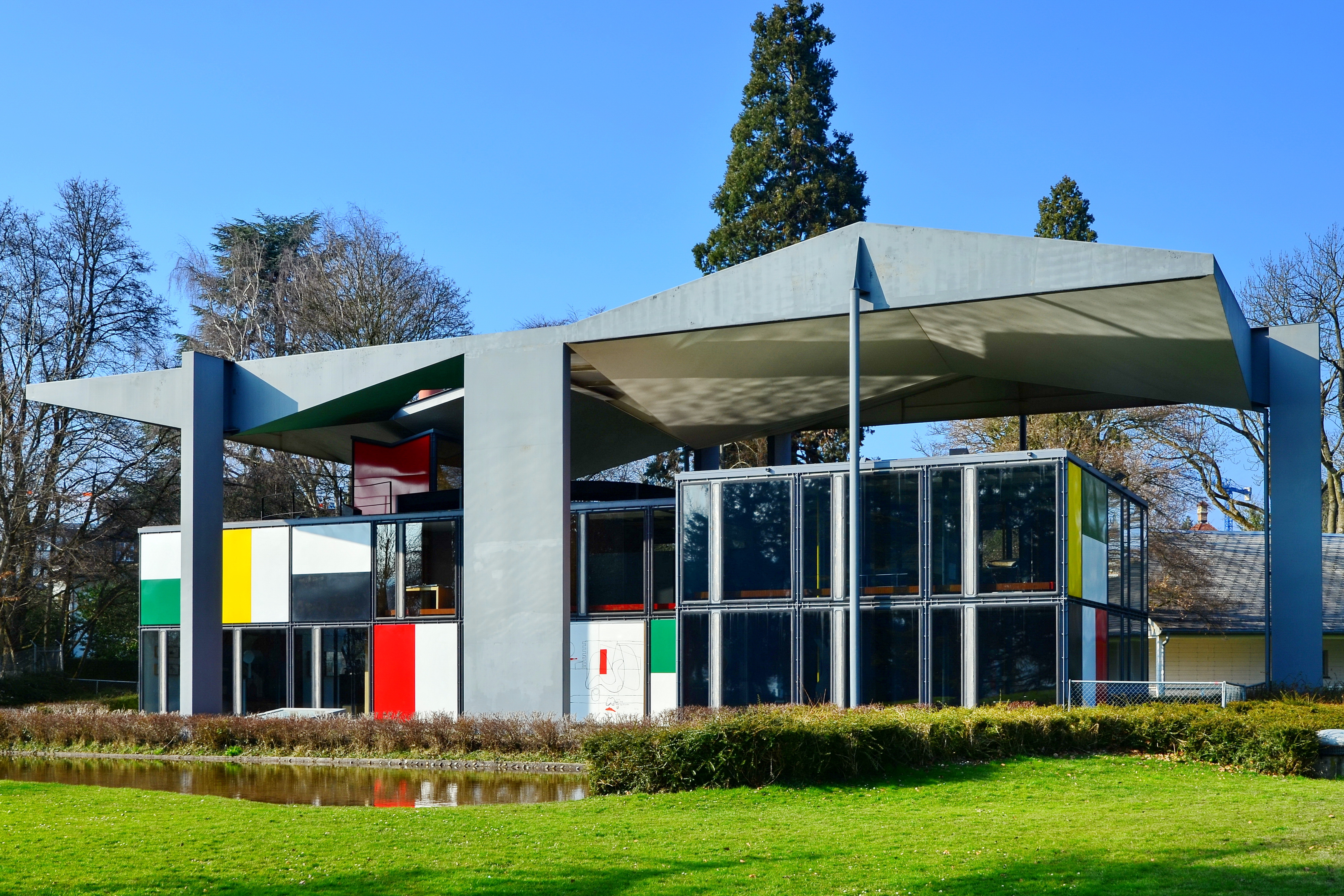
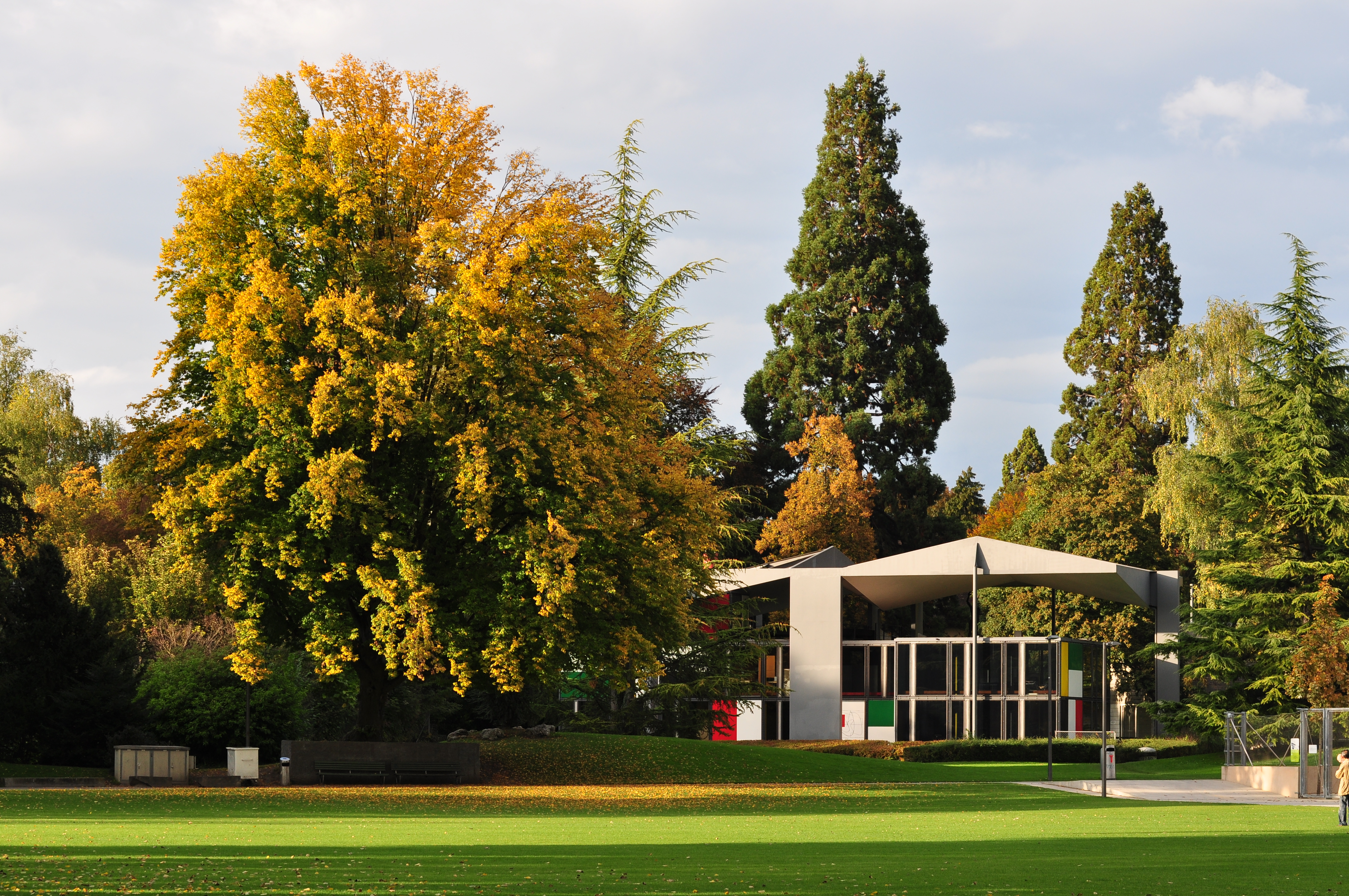

## Kritik
Kritiker des Systems haben darauf hingewiesen, dass das von Corbusier angenommene Standardmaß für die Höhe des menschlichen Körpers nicht auf anthropometrischen Beobachtungen basiert und daher der Verdacht aufkommen mag, es sei aus mathematischer Bequemlichkeit gewählt worden. Außerdem wird bemängelt, dass der weibliche Körper in Le Corbusiers Systematik keine Rolle spielt. Die von ihm ausgelesenen Maß-Normale sollten nicht wie seit der Antike individuelle Namen haben (wie z. B. Fingerbreit, Daumenbreit, Fuß, Spanne, Elle, Doppelschritt u. a.), sondern durch ihre Abmessungen in Meter (bzw. Zentimeter) oder englischem Fuß gekennzeichnet werden. Diese Maß-Werte wären schwer zu merken gewesen. Mit den Maßeinheiten des Modulor lässt sich zwar eine große Zahl von Maßen, aber nicht jedes beliebige Maß verwirklichen. Der Modulor wurde selten, mehrheitlich von Le Corbusier selbst, angewendet. Heute kommt ihm nur noch die Rolle einer historischen Erscheinung zu.